# Médecine traditionnelle chinoise
Pour les articles homonymes, voir MTC.

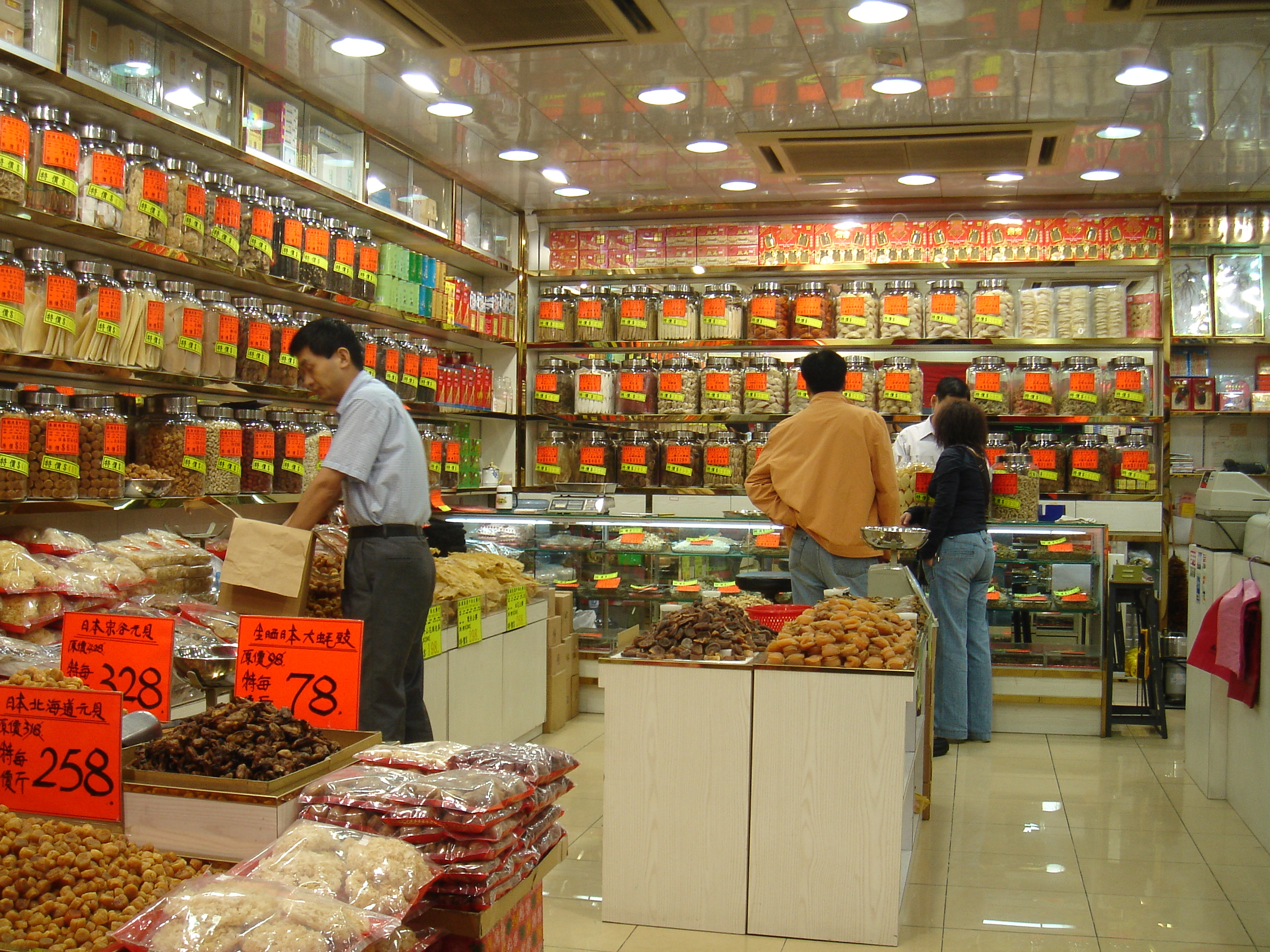
Pharmacie traditionnelle à Hong Kong.

La médecine traditionnelle chinoise (ou MTC) est l'ensemble des théories et pratiques de santé au cours de l'histoire du monde chinois (aire d'influence de la civilisation chinoise). Au sens large, cette médecine inclut les traditions orales, folkloriques, magiques ou religieuses des différentes ethnies et communautés qui constituent le monde chinois.
Dans un sens plus classique, la médecine traditionnelle chinoise est celle qui se réfère à un imposant corpus de textes (tradition écrite), dont les premiers sont datés vers le Ve siècle av. J.-C. environ. La médecine chinoise fait alors partie des trois grandes médecines traditionnelles savantes avec celle du monde méditerranéen (galénisme) et celle de l'Inde (ayurveda). 
Au cours du XXe siècle, la médecine traditionnelle chinoise classique est celle qui est perçue, et plus ou moins reconnue, comme un système alternatif ou complémentaire à la médecine moderne (en Chine populaire, selon les pays y compris occidentaux, selon l'OMS…). Elle entre alors dans le cadre des médecines non conventionnelles.
Cette médecine se compose de plusieurs disciplines dont la pharmacopée, le massage et les exercices énergétiques (qi gong, taiji quan, kungfu…), la diététique, l’acupuncture et la moxibustion.
À côté de l'histoire de la médecine chinoise, de nombreuses thérapies sont proposées aujourd'hui sous l'étiquette de « médecine traditionnelle chinoise », inspirées plus ou moins librement d'éléments de cette tradition sans remise à jour pour des raisons essentiellement folkloriques ou commerciales, et constituent une pseudo-science,.

## Définitions et diversité des approches

### Médecine traditionnelle
Il n'existe pas de consensus sur la définition de ce qui constitue une médecine, ni une médecine traditionnelle, ni une médecine traditionnelle chinoise. Selon l'OMS : 
« La médecine traditionnelle est la somme totale des connaissances, savoir-faire et pratiques, basée sur les théories, croyances et expériences appartenant à différentes cultures, qu'elles soient explicables ou pas, utilisées aussi bien pour le maintien de la santé que pour la prévention, le diagnostic, l'amélioration ou le traitement des maladies physiques et mentales ».
Une médecine traditionnelle pourrait être une médecine historique pratiquant son propre passé, alors que, de ce point de vue, la médecine scientifique ou biomédecine pratique son présent en se remettant en cause. Une médecine traditionnelle serait un «système culturel», liée à une communauté particulière, alors que la biomédecine est universelle et transculturelle.
En première approche, on distingue entre les pratiques et systèmes culturels de santé basés sur la seule tradition orale (médecine traditionnelle dite populaire) et ceux basés sur des textes (médecine traditionnelle savante). Historiquement, il existe trois grandes traditions médicales savantes appartenant à l'Oikoumenê (ensemble du genre humain) des Grecs de l'Antiquité, et qui regroupe les civilisations de l'Afrique et de l'Eurasie :  autour de la Méditerranée (principalement représentée par le Galénisme), en Inde et en Asie du Sud (Ayurveda), et dans le monde chinois, Asie centrale et du sud-est (médecine traditionnelle chinoise).
Ces trois grandes traditions sont relativement indépendantes, avec cependant quelques interconnexions. La médecine arabe appartient au galénisme, mais du fait de l'extension de l'Islam, elle peut faire partie des systèmes médicaux asiatiques sous le terme de médecine Yunâni. De même l'extension du bouddhisme de l'Inde à la Chine, a conduit à des échanges entre médecine ayurvédique et chinoise, caractéristiques de la médecine tibétaine.
Ces trois grandes traditions médicales ont évolué de manière similaire, à peu près synchrone. Entre le Ve siècle av. J.-C. et le Ve siècle apr. J.-C., ces soignants deviennent des « professionnels » formés sur la base de textes rationnels respectés faisant autorité. Ils se distinguent des sorciers et devins, rebouteux et soignants occasionnels empiriques (médecine domestique). Ils souhaitent obtenir un statut social plus élevé, justifié par un code éthique précisant leur comportement et responsabilité. Cette distinction qui s'exprime dans les textes, n'est pas forcément conforme à la réalité. En effet, la médecine « savante » n'a guère été dominante dans les pratiques réelles de santé des sociétés traditionnelles (historiques).

### Médecine chinoise
La médecine chinoise, ou « médecine dans l'espace chinois » se présente sous deux formes, dont la première est la médecine populaire basée sur des recettes familiales de communautés rurales ainsi que des pratiques magiques et religieuses, remontant au chamanisme, ou à base de bouddhisme et de taoïsme.
La médecine traditionnelle chinoise proprement dite serait « la médecine chinoise classique », celle qui se base sur un important corpus littéraire et qui s'exprime par des médecins-fonctionnaires de l'administration chinoise (« mandarins »). Celle-ci a connu une importante évolution durant son histoire, tout en conservant certains principes de base issus de l'Antiquité ; de même, elle a été parcourue par des courants contradictoires, et les différentes approches qui l'animent ont toutes connu des époques de gloire comme de disgrâce,.  
Il existe plusieurs approches occidentales de la médecine chinoise. Au début du XXe siècle, à l'apogée des empires coloniaux, se posait la question de la « stagnation » des mondes musulman, hindou, et chinois, ce qui paraissait une évidence par rapport à la révolution industrielle et scientifique de l'Occident, ce qui signait l'infériorité de ces civilisations et de leurs médecines. 
En réaction, au cours du XXe siècle, des auteurs, tels que Joseph Needham, ont voulu insister au contraire sur les apports des sciences chinoises, pour montrer en quoi elles ont pu influencer ou préparer, être les précurseurs d'une science universelle (« inventions chinoises »). Dans le domaine médical, plusieurs auteurs occidentaux ont alors sélectionné dans les textes chinois, tout ce qui était susceptible de préfigurer des données ou un concept médical moderne.
Dans le domaine sociétal, deuxième moitié du XXe siècle, en Occident comme en Chine populaire, la médecine chinoise a été présentée comme un système unique et cohérent, susceptible d'offrir une alternative ou des perspectives nouvelles à la médecine contemporaine. La médecine traditionnelle chinoise se situe alors dans la problématique des médecines non conventionnelles ou alternatives et complémentaires. Elle est étudiée à des fins pratiques, ce en quoi elle peut être utile en prévention ou en thérapeutique.
À la fin du XXe siècle, un courant d'anthropologie historique insiste sur la notion de système médical, plutôt que de médecine, en envisageant les idées et pratiques de santé comme des « systèmes culturels », et non pas comme des vérités ou erreurs biomédicales. Dans ce cadre, un auteur comme Paul Unschuld (de), considère qu'en près de 3 500 années d'histoire, il n'y a pas une, mais des médecines chinoises en Chine.
Selon Unschuld, la distinction médecine chinoise populaire/savante n'est guère pertinente. La médecine chinoise est un amalgame de systèmes médicaux appartenant à des périodes différentes : comme la médecine des oracles, la médecine des démons, la médecine de pharmacopée, la médecine des correspondances... jusqu'à la médecine occidentale moderne.  
Dans cette dernière approche, ce qu'on appelle médecine traditionnelle chinoise (savante ou classique) ne serait qu'un système médical particulier, souvent minoritaire par rapport à d'autres systèmes chinois (folkloriques, religieux, magiques…), tous susceptibles de fournir un recours pour les populations chinoises au cours de l'histoire.

## Histoire

### Origines

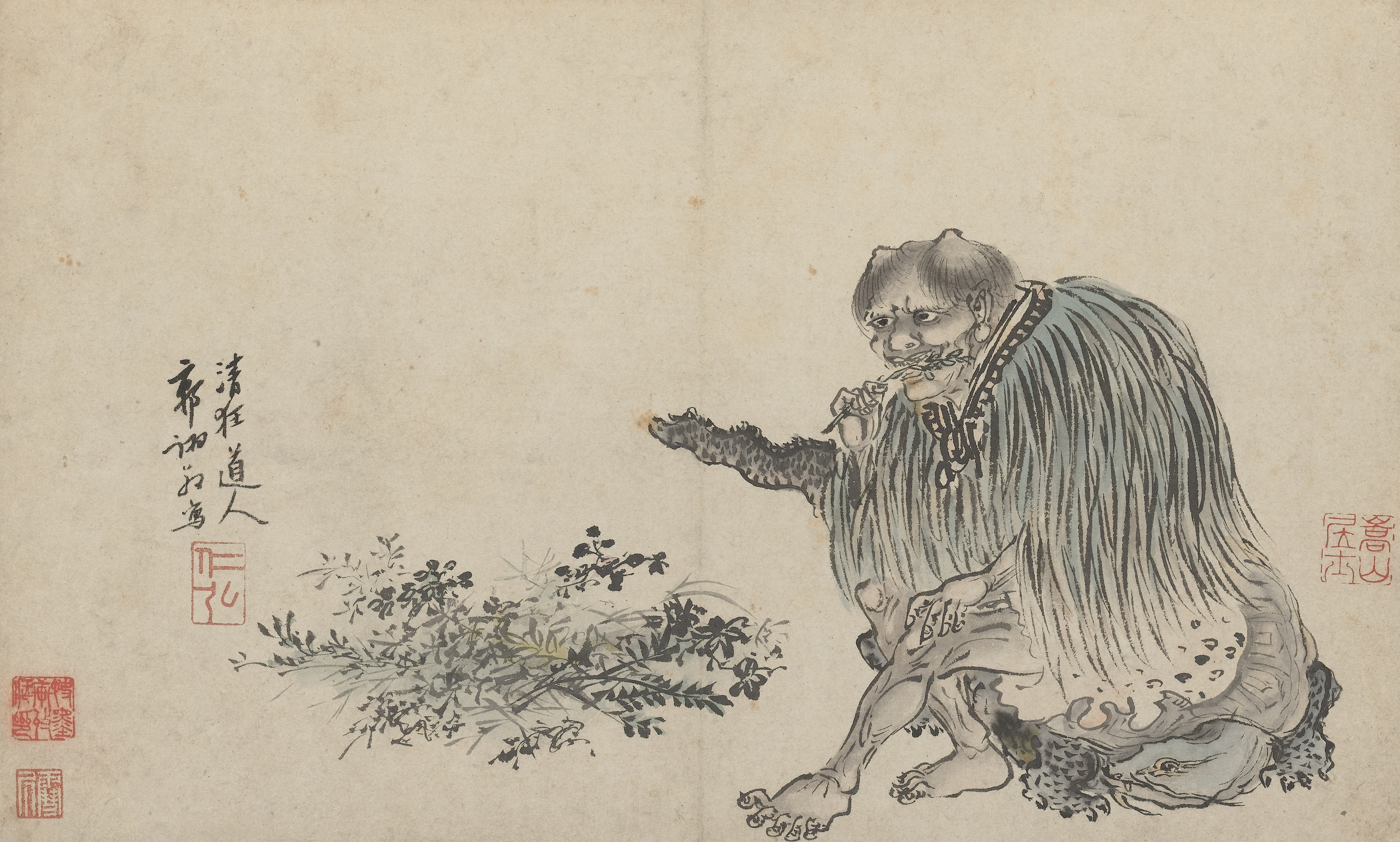
Shennong.

Selon la tradition chinoise, les origines de la médecine sont liées à trois figures légendaires, trois empereurs mythiques :
- Fuxi : on lui attribue la rédaction du Yi Jing (Livre des Mutations), généralement considéré comme le plus ancien livre chinois ;
- Shennong : père de l’agriculture et de la phytothérapie. Il est appelé le « divin laboureur ». On lui attribue le premier Bencao 本草(Traité des Matières Médicinales) ;
- Huang Di : l’Empereur Jaune, créateur des rites et de la médecine. On lui attribue la rédaction du Nei Jing (Huang Di Nei Jing 黃帝內經 ou Classique de la Tradition ésotérique de l’Empereur Jaune) qui traversera les siècles.

Pour les préhistoriens, le néolithique en Chine a été précédé d'une longue période de transition (20 000 - 9 000 av. J.-C.) où les innovations majeures sont apparues de façon indépendantes les unes des autres : poterie, outils de pierre polie et meules, sédentarité, domestication… et ce parmi des communautés de chasseurs-cueilleurs.
L'émergence des cultures néolithiques se situe à partir de 9000 av. J.-C., dans les zones riches en faune et flore diversifiées, la plus connue étant celle de Yangshao (villages permanents, début d'agriculture basée sur le millet, domestication du chien et du porc…). Les premiers signes écrits (pictogramme) apparaissent vers 5000 av. J.-C..

### Premières dynasties
Les premiers termes médicaux écrits apparaissent sous la dynastie Shang (vers 1700-1500 av. J.-C.), visibles sur carapace de tortue ou omoplate d'animal, utilisés comme moyens divinatoires (scapulomancie). On y trouve par exemple le caractère chi (maladie) composé de deux éléments « homme » et « lit » entourés de un à quatre traits interprétés comme gouttes de sang ou pointes de flèches. Ce signe est combiné avec une partie ou une fonction du corps. De même on trouve les caractères pour « sorcier-guérisseur » et « vin » (boisson alcoolisée, remède),.
Dans la société Shang, les vivants vivent avec les morts (culte des ancêtres) en échanges réciproques, les vivants honorent les morts pour en recevoir bonheur et bienfait. La maladie provient d'une rupture de ce lien. Le devin guérisseur doit découvrir et interroger l'ancêtre en cause, pour une offrande réparatrice. 
Dans quelques inscriptions, la maladie est attribuée à un «vent mauvais» ou à la « neige ».  Ce serait le début d'attribution de la maladie à des influences « naturelles ». Les méthodes divinatoires questionnant le monde des morts seront progressivement remplacées par des approches plus « terre-à-terre » concernant le monde des vivants.
Sous la dynastie Zhou (XIe au IIIe siècles av. J.-C.), il existe d'abord une médecine des démons, où la maladie est due à des forces hostiles (démons, esprits…) qui s'attaquent à l'âme corporelle (état de veille) ou à celle qui se détache du corps durant le sommeil. Cette médecine, de type magique, utilise des techniques d'exorcismes (incantation, talismans, modes respiratoires, drogues…).
Dans les derniers siècles de cette dynastie, de façon synchrone avec le monde grec (autour du Ve siècle av. J.-C.) apparaît une pensée philosophique et médicale qui ne pense plus en termes de dieux, démons ou ancêtres, mais en forces naturelles, sources des changements cycliques du monde. Les médecins yi constituent pour la première fois une corporation indépendante des prêtres et des magiciens. Il existe au sommet de la hiérarchie des maîtres médecins yishi, des médecins de l'interne jiyi, des médecins des plaies et de l'externe yangyi, des diététiciens shiyi, des vétérinaires.

### La médecine antique

#### Contexte
Après la période dite des Royaumes combattants (Ve – IIIe siècles av. J.-C.), le monde chinois est unifié par l'empire des Han (221 av. J.C-220 ap. J.-C.).  Sous cette dynastie, commence la grande période du taoïsme qui s’étend du IIe siècle av. J.-C. au VIIe siècle apr. J.-C. L’alchimie et les recherches en matière de pharmacopée et de médecine font partie des activités de nombreux maîtres taoïstes. 
Contemporain de l’empire romain et de l’empire sassanide, l’empire des Han constitue la première émergence de la civilisation chinoise sur le plan mondial. C’est alors que s’ouvre la « route de la soie » (122 av. J.-C.) ainsi que la « route de la Birmanie » (115 av. J.-C.), que s’établissent de nombreux contacts maritimes, commerciaux et culturels entre la Chine, la Perse, l’Inde, l’Asie du Sud-Est et la Méditerranée.
Des systèmes de décompte du temps précis sont apparus très tôt en Chine, visibles sur les écrits oraculaires de la dynastie Shang, premiers exemples d’écriture chinoise. Néanmoins, l’utilisation exclusive de systèmes cycliques (cycle sexagésimal ou ères impériales) fait que la notion d’évolution linéaire n’est pas très présente. En ce qui concerne les livres de médecine, très souvent chaque époque ajoute son commentaire au texte d’origine sans procéder à une refonte critique. Le critère du respect de l'autorité reste prédominant, et les conceptions intemporelles se développent, la notion de périmé est impensable dans la mentalité chinoise traditionnelle.

#### Textes et grands médecins
On retrouve donc dans le même ouvrage des chapitres d’âge et d’origine fort différents, et c’est ainsi que pour les Chinois, le Nei Jing Su Wen a autant de valeur qu’un livre moderne. Au début du Ling Shu, Huang Di demande à son ministre et instructeur Qi Bo non pas d’inventer une médecine, mais de restituer une ancienne doctrine.
La langue archaïque des premiers traités rend très difficile leur approche, y compris par des sinologues. Aussi des agences officielles d'édition rééditent les classiques en adaptation simplifiée.

Les premiers écrits médicaux attestés, datant d’entre 580 et 320 av. J.-C., apparaissent dans le Zuo Zhuan composé au début du Ve siècle av. J.-C.

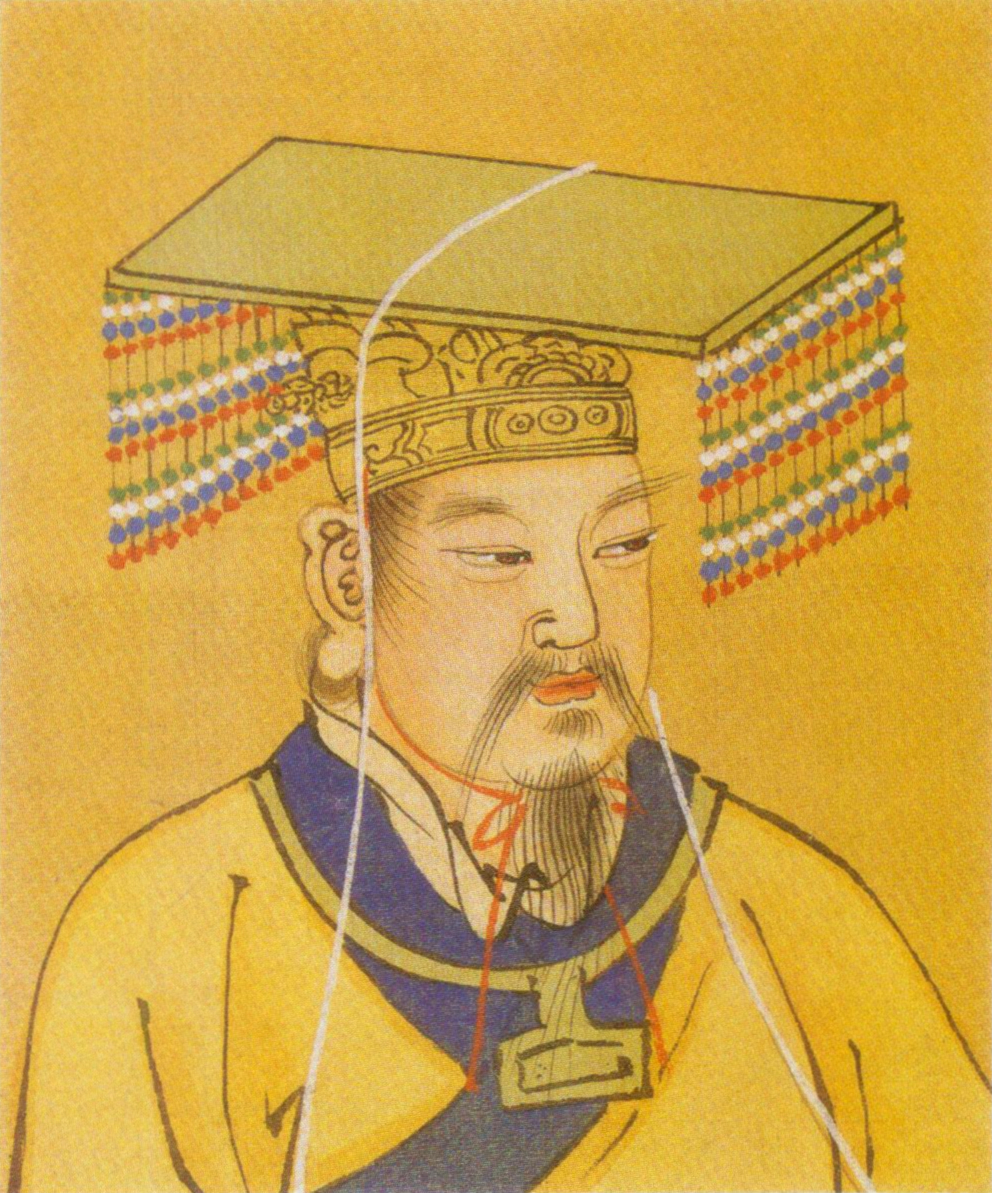
Huang Di.

Les plus anciens fragments du Nei Jing Su Wen remontent aux Ve – IIIe siècles av. J.-C., et il semble avoir été divisé en deux vers la fin de cette période, sous les Qin : 
- le Su Wen (素問) « Simples Questions » en 9 chapitres, présenté sous forme de discussion entre l’empereur Huang Di et son conseiller Qi Bo 岐伯, discutant essentiellement de théorie ;
- le Ling Shu (靈樞) « Pivot Spirituel », en 9 chapitres également, axé sur la pratique.

On peut y adjoindre le Nan Jing (難經), Classique des Difficultés, traité en deux volumes constitué des commentaires de 81 passages difficiles du Nei Jing. Il contient en outre le premier exposé sur la théorie du pouls. Non mentionné dans les Annales des Han, il est probablement compilé , au Ier ou IIe siècle, en étant antérieur à la période des Trois Royaumes (220-280).
Des commentaires ont été rajoutés aux textes anciens considérés comme canoniques (« jing »). Les auteurs de ces ajouts se retranchent derrière le nom et les idées des Anciens. En fait, les fascicules du Nei Jing ont subi de nombreux dommages et ont souvent été remaniés au cours des siècles, les parties manquantes étant remplacées par d’autres textes. Tout cela nous laisse un ensemble assez confus et désordonné comportant des contradictions. Il en existe plusieurs traductions en langue française, dont celles de Chamfrault et de Husson.
Le premier personnage « historique » cité est Bian Que 扁鵲 (430 ?-350 ? av. J.-C.), dit aussi Qin Yueren, qui est peut-être un nom générique désignant plusieurs personnages différents. On dit qu’il connaissait la technique de la prise du pouls (Mo Fa 摸法) et certains historiens lui attribuent le Nan Jing.
Zou Yan 鄒衍 (vers 305-240 av. J.-C.) introduit en Chine la théorie des Cinq éléments qui va se développer sous les Han et imprégner tous les systèmes de connaissance, dont la médecine et l’alchimie, associant, par exemple, un organe à un point cardinal, une saison, un goût, etc.. 
Il semble qu’il y ait à cette époque des échanges importants entre la Chine, l’Inde et la Perse. À la même période, la médecine chinoise se tourne vers l’étude des poisons, des remèdes végétaux et minéraux, la diététique, la recherche des drogues d’immortalité, la pratique des techniques respiratoires, de la culture physique et la sexologie.
Grâce à la paix qui règne sous les Han, de nombreux ouvrages sont rédigés. Ils sont mentionnés dans les Annales des Han (Han Shu) comme constitutifs des catégories suivantes :
- Yijing 醫經 : Classiques de la Médecine ;
- Jin fang 金方 : Recueils de Recettes ;
- Fangzhong 房中 : Traités de la Chambre à Coucher ;
- Shenxian 神仙 : Méthode et Recettes pour Devenir Immortel.

Ces catégories persistent tout au long de l'histoire chinoise, en successions d'ouvrages, mais les premiers textes ont été perdus. Seul le Nei Jing, classé parmi les « Classiques de la Médecine » et attribué à l’Empereur Jaune, nous est parvenu. 

##### Chúnyú yì 淳于意 ( 215 av. J.-C. ou 216 av. J.-C. –167 av. J.-C.)
Pendant 10 ans, il fut à la fois médecin et fonctionnaire (chef des greniers publics). Il a laissé une liste des maladies qu’il était capable de soigner, le nom de ses maîtres, de ses malades et de ses livres, ainsi que ses diagnostics et les traitements prescrits. À travers ses observations (anamnèse, examen clinique, diagnostic, pronostic, traitement, pathogénie, discussion des symptômes et justification de traitements), on reconnaît diverses maladies telles que la cirrhose du foie, la hernie étranglée, le lumbago traumatique, l’abcès péritonéal, l’angine infantile, la pyélonéphrite, la congestion pulmonaire, la goutte, paralysie progressive, l’hémoptysie, etc. Il possédait une bibliothèque importante dont le Nei Jing, encore une fois, est le seul rescapé.

##### Zhāng Zhòngjǐng 張仲景/张仲景 (158-219)
On l’appelle l’ « inventeur de la symptomatologie et de la thérapeutique chinoise ». il est considéré comme l’Hippocrate chinois.
Il est le premier à avoir nettement différencié les symptômes yang des symptômes yin.
C’est lui qui rédigea le Shānghán zá bìng lùn 傷寒雜病論/simplifié : 伤寒杂病 (Traité de la fièvre typhoïde et des diverses maladies ou Shānghán zú bìng lùn (傷寒卒病論/伤寒卒病论, Traité de la fièvre typhoïde et des maladies subites). Par la suite, on a scindé cet ouvrage en Shang han lun proprement dit et Jīn kuì yào lüè (金匮要略 Bréviaire du coffre d’or). Zhāng Zhòngjǐng y analyse diverses sortes de fièvres, distingue entre maladies aiguës et maladies chroniques, et recherche la cause de nombreuses maladies.

##### Huá Tuó 華佗/华佗 (110-207)
Hua Tuo est le grand chirurgien de l’époque. On lui attribue la découverte de la narcose (Májué fǎ 痲覺法/痲觉法) et l’« Art des ouvertures abdominales » (Kāifù shù 開腹術/开腹术). Les chroniques de l’époque relatent ses opérations fameuses (laparotomie, lithotomie, greffes d’organes, résections intestinales, etc.) faites sous anesthésie générale au chanvre indien (cannabis indica). Il aurait encore inventé la suture, des onguents contre les inflammations, des traitements contre les ascaris. Il aurait été le premier à choisir la phalange comme unité de mesure. Il préconisait la balnéothérapie et l’hydrothérapie.
Huá Tuó est également connu dans l’histoire de l’obstétrique. Il diagnostique la mort intra-utérine d’un jumeau aux hémorragies consécutives à la naissance d’un premier enfant. Il soulage la parturiente par acupuncture, avant de retirer l’enfant mort-né.
Il note aussi que la culture physique facilite la digestion et la circulation, et qu’elle fortifie le corps. Il invente l’exercice de gymnastique dit « Jeu des cinq animaux » (五禽之戲/五禽之戏 Wǔ qín zhī xì), comprenant tigre, cerf, ours, singe et grue.

##### Autres
À ce trio médical célèbre, il faut encore ajouter :
- HuángFǔ Mì 皇甫謐/皇甫谧 (215-282) auteur d’un classique sur l’acupuncture, le Zhēnjiǔ jiǎyǐ jīng 針灸甲乙經/针灸甲乙经, premier ouvrage de « vulgarisation » de la médecine chinoise[28] ;
- Wáng Shūhé 王叔和 (210-280) auteur du Mài jīng 脈經/脉经, « Traité des vaisseaux sanguins/pouls »[29]. Cet ouvrage sera traduit en tibétain, arabe et persan pendant le Moyen Âge. Il influencera encore, par ses traductions en latin et en langues vulgaires occidentales, les pulsologues des XVIIe et XVIIIe siècles.

#### Remèdes d’immortalité
Les remèdes d’immortalité (《长生不老药》, chángshēng bù lǎo yào ou « médicaments de longue vie et de jouvence ») ont alimenté les recherches de la médecine chinoise et du taoïsme, notamment lors du règne de Qin Shihuangdi (Qin Shihuang). Ces remèdes étaient basés essentiellement sur les « cinq substances canoniques » (五石散 wǔ shísàn) également nommées « substances froides » (寒石散 hán shísàn), le réalgar, le soufre, l’ovre, la turquoise et l’améthyste. Certaines étant toxiques, un entraînement progressif d’immunisation était nécessaire.
L'empereur Qin Shihuang parcourut les côtes de Chine orientale afin de trouver ces remèdes, et envoya vers les mythiques îles des immortels une vaste expédition menée par Xu Fu accompagné de 3 000 filles et garçons vierges, de gardes et de vivres.

#### Des Han aux Sui (220 - 589)

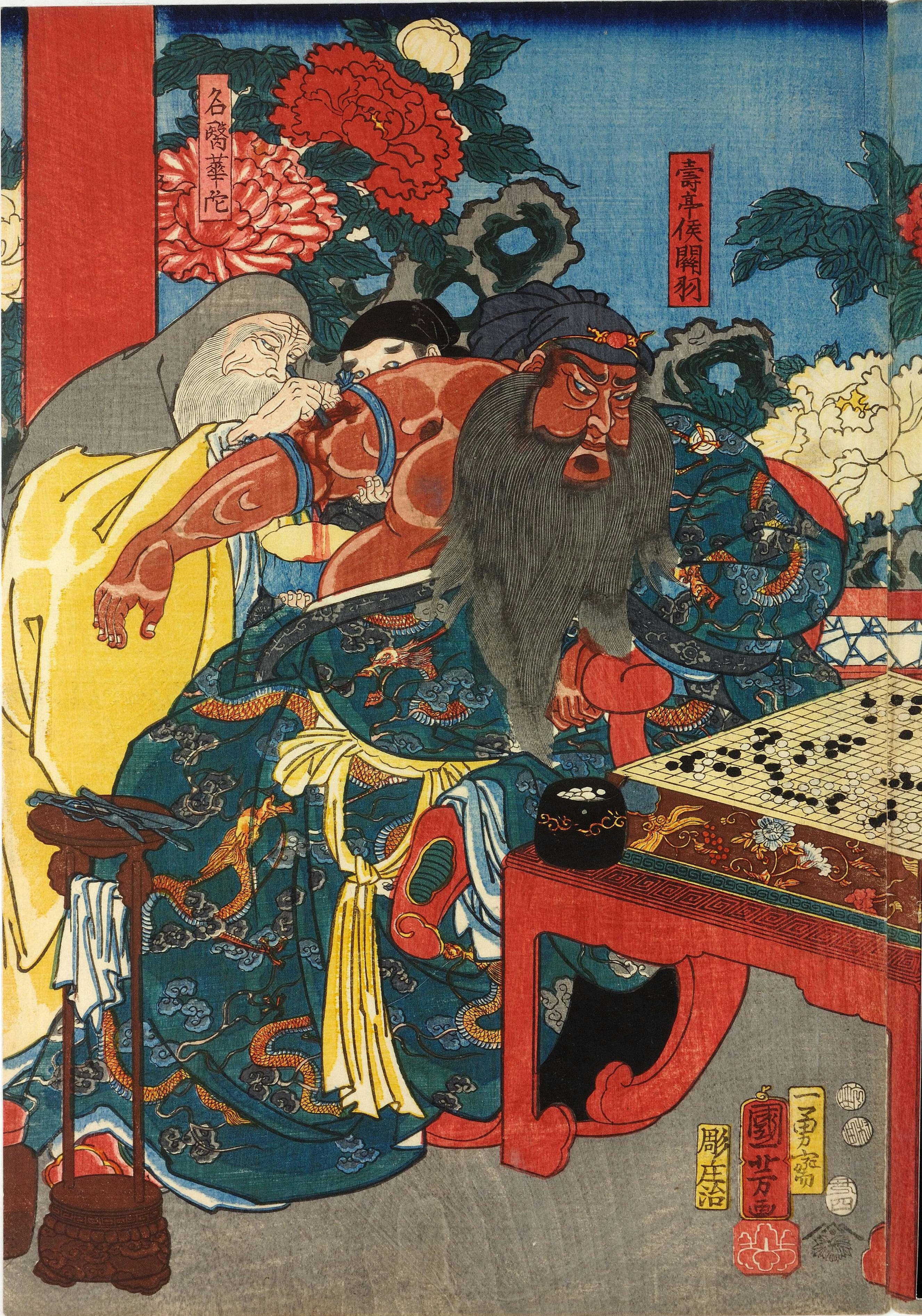
Hua Tuo soignant Guan Yu, héros des Trois Royaumes.

Après une période de splendeur, l’empire Han se morcelle en Trois Royaumes (220-280). Malgré une restauration éphémère opérée par la dynastie des Jin occidentaux (265-316), la Chine ne résiste pas aux invasions barbares. Ainsi s’ouvre une période confuse caractérisée par des luttes incessantes entre les dynasties barbares du nord et les dynasties nationales du sud.  
Trois grandes figures marquent cette époque : 

##### Gě Hóng 葛洪 (283–343)
L’un des taoïstes les plus connus de la période qui s’étend de la fin des Han aux Sui est Gě Hóng. Il rédige un traité d’alchimie, de diététique et de magie, le Bàopǔzi nèipiān 抱朴子內篇/抱朴子内篇 (vers 326) et deux traités de médecine : les Médications du Coffre d’Or (Jīnkuì yàofāng 金匱藥方/金匮药方) et les Prescriptions d’Urgence [après la prise du pouls] (Zhǒu hòu bèi jífāng 肘後備急方/肘后备急方). Dans ces livres, sont donnés des conseils de médecine préventive pour prolonger la vie et éviter les maladies.
Gě Hóng développe deux techniques de longévité : 
Dáo yǐn 導引/导引 : renforcer le qi par des pratiques respiratoires visant à rejeter le « vieux » qi pour accueillir le « nouveau »
Fú qì 服氣/服气 : accroître le sang par des aliments et drogues.
En pathologie, on lui doit la description de la variole (500 ans avant Rhazès, 864-925), introduite dans l’empire par les Huns, mais aussi de la phtisie, le béribéri, la peste bubonique.
Ge Hong a voulu mettre à la portée de tous des remèdes bon marché et faciles à trouver. Il donne le traitement de l’ictère épidémique par l’armoise, la rhubarbe et le gardénia ; le traitement de l’asthme par l’éphédra, la cannelle, la réglisse et l’amande d’abricot ; de l’ascite par le draba, l’euphorbe et le daphné. Il livre aussi sa propre expérience de l’utilisation de la jusquiame dans les démences ; des badigeons au soufre et à l’ail dans la prévention des morsures de tiques ; des bouillottes d’eau chaude sur le ventre dans les gastro-entérites. 
Alchimiste, il donne également la formule d’une pilule d’immortalité à base d’or, de mercure, de jade, de soufre, de cinabre et d’orpiment, le tout dissout ou mélangé dans des préparations végétales.

##### Táo Hóngjǐng 陶弘景 (456-536)
Un autre personnage important est Táo Hóngjǐng, qui n’était d’ailleurs pas le premier de sa famille à rassembler et annoter des textes de pharmacopée car son grand-père et son père l’avaient fait avant lui. Son principal travail est le Commentaire du classique des matières médicinales (本草集注, Běncǎo jing jízhù) (494~ 500), nouvelle version du plus ancien ouvrage de référence pharmaceutique connu, qu’il corrige et complète d’après ses propres recherches.
Il rajoute ainsi 365 nouvelles espèces aux 365 d’origine, invente une nouvelle classification selon la catégorie naturelle (plante, insecte...) au lieu des trois niveaux d’utilité du premier texte, qui sera reprise par la suite. Il classe les remèdes selon les symptômes qu’ils soignent, précise les relations entre le lieu de production, la récolte, le temps d’infusion et l’efficacité, ainsi que la forme sous laquelle ils doivent être utilisés : pilule, poudre, etc.
Perdu, cet ouvrage a été reconstitué d’après les larges extraits cités dans des traités ultérieurs, en particulier le Zhenglei bencao 證類本草 et le běncǎo gāngmù 本草綱目/本草纲目. Un manuscrit de la préface a été retrouvé à Dunhuang. Táo Hóngjǐng a aussi complété les Prescriptions d’urgence de Gě Hóng pour produire Cent une prescriptions (肘後百一方/肘后百一方, zhǒu hòu bǎiyī fāng).
Dans la préface du Commentaire du Traîté des matières médicinales de Shennong, Tao Hongjing précise que cet ouvrage s’adresse autant aux pratiquants de la Voie qu’à ceux qui cherchent un remède. Son Rapport sur l’entretien du principe vital pour prolonger la vie (養性延命錄/养性延命録录 yǎngxìng yánmìng lù, littéralement « Inscription/enregistrement sur la nutrition de l'humeur pour la longévité ») est d’ailleurs inclus dans le canon taoïste.

### La médecine classique
Une réunification de la Chine a lieu sous les Sui (581 ou 589 - 618) et les Tang (618-907).

#### Des Sui aux Tang
La médecine chinoise atteint son apogée entre le VIIe et le VIIIe siècle.
En 624 est créé le Grand Service médical qui supervise les études de médecine et organise la recherche. On décrit systématiquement et précisément de nombreuses maladies : lèpre, variole, rougeole, gale, dysenterie aiguë et chronique, choléra, hydropisie, maladies carentielles (béribéri, héméralopie, rachitisme, goitre), maladies vénériennes, tuberculose pulmonaire et osseuse, adénopathie cervicale, diabète, tumeurs.
La thérapeutique chirurgicale connaît déjà le traitement de la cataracte, le traitement orthopédique des fractures, l’extraction des séquestres osseux.
La carie dentaire est traitée par obstruction et plombage (amalgame mercuriel).
L’un des médecins les plus célèbres de l’époque est le moine-médecin Sun Simiao 孫思邈 (581-682), dont les principaux ouvrages sont :
- Qian Jin Fang 千金方 :  Mille Recettes de Valeur (30 chapitres) ;
- Fu Lu Lun 福祿論 : Traité du Bonheur (3 chapitres) ;
- She Sheng Zhen Lu 攝生真錄 : Recueil sur l’hygiène (1 chapitre) ;
- Zhen zhong Su Shu  枕中素書 : Au sein de l’oreiller (1 chapitre) ;
- Yin Hai Jing Wei 銀海經緯 : Connaissance exhaustive de la Mer d’argent (traité d’ophtalmologie) ;
- San Jiao Lun 三教論 : Traité des Trois Religions (1 chapitre).

#### De la fin des Tang à l’avènement des Ming
À l’époque de la dynastie Song (960-1279) on assiste à d’importants progrès techniques (imprimerie, boussole, poudre à canon) et scientifiques (mathématiques, biologie). C’est l’époque des grands savants polyvalents tels que Chen Kua (1031-1095) qui était à la fois architecte, agronome, médecin, historiographe et ambassadeur. 
Qian Yi 錢乙 (1035-1117) est le plus grand des pédiatres chinois. Il distingue, le premier, la varicelle, la rougeole, la scarlatine et la variole.
La médecine légale fait sa première apparition avec le Xi Yuan Ji Lu 洗冤集錄 Recueil pour laver les injustices (1247) de Song Ci 宋慈 (1188-1249). Ceci coïncide avec un renouveau de l’anatomie. Des dissections de condamnés à mort sont relatées et représentées aux XIe et début du XIIe siècle. 
La matière médicale est extrêmement développée et s’enrichit de nombreux médicaments exotiques (mandragore, myrrhe, thériaque, fenugrec, opium).
Wang Wei Yi 王惟一 (vers 1026), à la fois médecin et sculpteur, rédige un compendium d’acupuncture et fond deux « hommes de bronze » (statuettes) bien souvent reproduits depuis. Ils permettent le repérage aisé des points d’acupuncture.
La conquête mongole s’accompagne d’une série de dévastations et de destructions qui viennent s’ajouter aux grandes famines. Toutefois, c’est un État florissant que nous décrit un peu plus tard Marco Polo, un État qui atteint les extrêmes limites de son expansion territoriale, de la Corée au Viêt Nam, de la mer de Chine à l’Adriatique.
Durant cette période, quelques noms dominent le monde de la médecine : 
- Hu Zheng Qi Huei (en exercice vers 1314-1330), mongol, nom chinois Hu Sihui (忽思慧, 和斯輝 ou 忽斯慧). Diététicien impérial, il décrit les maladies carentielles et leur traitement par une diététique rationnelle, à l’exclusion de toute autre médication. Il est l’auteur du Yinshanzhengyao 飲膳正要 Précis d’alimentation qui contient des recettes intégrant des ingrédients aux vertus thérapeutiques[36], dont beaucoup font partie de l’alimentation des peuples du Nord et du Nord-Ouest (94 plats, 35 soupes, 29 recettes contre le vieillissement) ;
- Hua Shou 滑壽 (vers 1341), encore appelé Bowen 伯仁, est surtout célèbre pour ses commentaires des classiques (Nan Jing notamment)[37]. Il découvre les taches d’un blanc bleuâtre qui, sur la muqueuse de la bouche, caractérisent les prodromes de la rougeole,

Le texte définitif du Nan Jing aurait été achevé par Hua Cheu vers 1361, et la version gravée pour impression en 1366.

### La médecine sous les Ming
Poussée au pouvoir par une révolution populaire paysanne, la Dynastie Ming (1368-1644) s’intercale entre deux dynasties de conquête, celle des Mongols et celle des Mandchous. Elle libère Beijing et y établit sa capitale.
La Chine connaît alors un nouvel âge d’or. Zheng He se rend, en bateau et à plusieurs reprises, jusqu’en Afrique occidentale (1405-1433). Le R.P. Matteo Ricci arrive à Beijing en 1601. Les Jésuites apportent avec eux la médecine occidentale, mais elle restera réservée au seul empereur. On traduit en chinois les textes consacrés à l’anatomie et à la circulation du sang. L’empereur Kangxi les juge très intéressants pour lui mais très dangereux pour le peuple.
La Chine produit à cette époque un chef-d’œuvre de la médecine : le Grand Traité de Matière Médicale 本草綱目 de Li Shizhen 李時珍 (1518-1593), résultat de presque 30 ans de travail. Il s’agit non seulement d’un grand traité de pathologie et de thérapeutique, mais encore d’un traité d’histoire naturelle donnant une classification des produits minéraux, végétaux et animaux. Cette encyclopédie est complétée par des chapitres de technologie chimique et industrielle, des données géographiques, historiques, diététiques, culinaires, cosmologiques, philosophiques et philologiques. Elle a été traduite dans toutes les langues de l’Extrême-Orient et dans les principales langues occidentales. Elle mentionne la syphilis qui apparaît en Chine vers 1505-1506, à peu près au même moment où elle est signalée par les médecins occidentaux, arabes et indiens.  
Li Shizhen 李時珍 produit également deux ouvrages "mineurs" :  Le Binhu mai xue 滨湖脉学 « Étude des pouls du bord du lac », un ouvrage de référence sur le diagnostic par le pouls ; Le Qi jing ba mai kao 奇经八脉考 « Recherche sur les huit vaisseaux extraordinaires », qui est la première étude systématique sur le thème des Merveilleux Vaisseaux, reprenant l'ensemble des sources antérieures (dont certaines sont aujourd'hui perdues). Il y intègre l'approche médicale des Merveilleux Vaisseaux et les connaissances de l'Alchimie Interne de son époque. 
Le plus grand acupuncteur de la dynastie des Ming est Yang Jizhou 楊繼洲. C’est lui qui rédige les 10 chapitres du Zhen Jiu Da Cheng 針灸大成 (gravé en 1601). Il s’agit d’une encyclopédie d’acupuncture comportant un excellent historique non seulement des classiques, mais aussi des traditions orales. L’ouvrage renferme en outre une partie technique très complète, une partie clinique et une section thérapeutique. Le dernier chapitre est consacré au diagnostic en pédiatrie et au traitement de l’enfant par le massage.
Chen Yu Fa a publié un traité de massothérapie pédiatrique Chenshi xiao'er anmojing 陳氏小兒按摩經 Traité de massage pour les jeunes enfants de M. Chen qui est un véritable manuel de secourisme, et qui contient une partie sémiologique conduisant au diagnostic, ainsi qu’une partie thérapeutique. On y trouve des manœuvres de kinésithérapie, des cataplasmes, des emplâtres, la manière de provoquer le vomissement, des conseils concernant l’utilisation des moxas, sans oublier les amulettes et les incantations, car le taoïsme a encore une incidence sur la médecine. Un traité en particulier, le Jing Ming Gui Je (vers 1622), détaille la théorie des « champs de cinabre ».

## Bases théoriques de la médecine chinoise

### Pensée chinoise
Les textes traditionnels chinois se situent en dehors du logos grec. Il peut être difficile d'isoler ce qui est « scientifique » de ce qui est « philosophique », « religieux » ou « littéraire ». Ces textes sont rédigés en sinogrammes (écriture dite « de surface ») et non selon une écriture alphabétique dite linéaire.
Les idées ne se précisent pas en concepts indépendants reliés entre eux par un discours logique autosuffisant (causalité linéaire et syllogisme). Le discours chinois ne cherche pas à dégager des vérités immuables ou absolues et abstraites, mais les « dosages » qui conviennent à des situations concrètes. Au lieu du principe de non-contradiction des Grecs qui exclut le faux, on trouve un principe d'alternative ou d'oppositions complémentaires qui se succèdent dans une réalité concrète (ordre dans le temps et position dans l'espace). 
Selon Anne Cheng : « La pensée chinoise ne procède pas tant de manière linéaire ou dialectique qu'en spirale. Elle cerne son propos, non pas une fois pour toutes par un ensemble de définitions, mais en décrivant autour de lui des cercles de plus en plus serrés. » ou encore Jacques Gernet : « La théorie chinoise vise à expliquer non pas l'immuable, mais le changeant. »
Les principales philosophies qui imprègnent la médecine chinoise sont le taoïsme (en tant qu'approche et philosophie de la nature), le confucianisme (en tant que morale et politique), le mohisme (logique et désignation des noms), le légisme (pour les normes et la standardisation), et à partir du XIe siècle le néo-confucianisme (par synthèse ou réaction avec le taoïsme et le bouddhisme).

### Philosophie de la nature

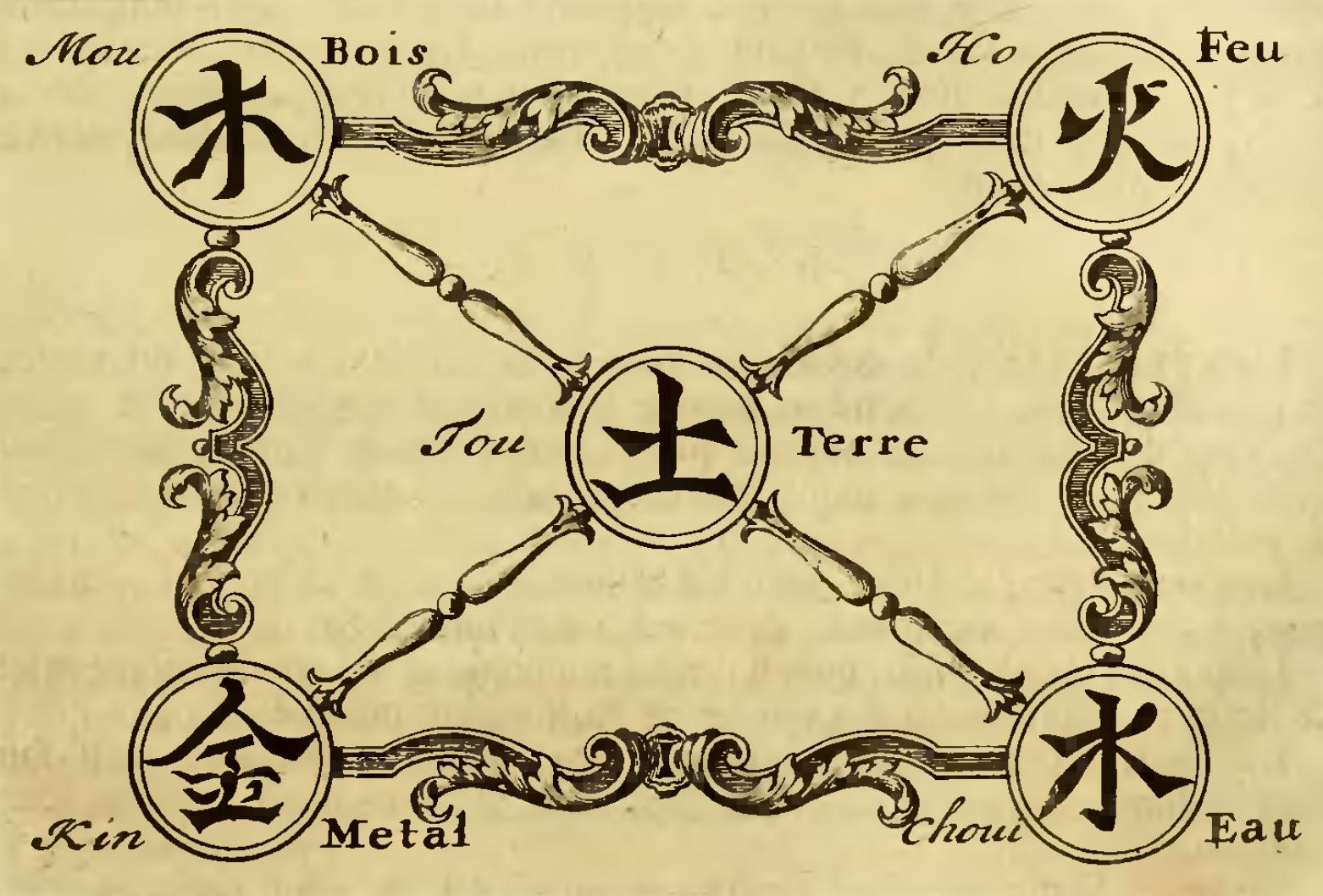
Représentation occidentale de la cosmologie Wuxing des chinois. Illustration de Description de la Chine (1736) par Jean-Baptiste Du Halde.

La médecine chinoise s'intègre dans une philosophie naturelle particulière au monde chinois. Cette philosophie chinoise s'ordonne autour de quelques notions principales (voir articles détaillés correspondants) :
- Tao : voie ou processus ordonné et harmonieux de l'univers.
- Qi : force, souffle animant les êtres et les choses, apparenté au pneuma grec et au prana hindou.
- Yin et Yang : symboles de la bipolarité (alternance et succession des contraire des choses).

- Wuxing : cinq phases, qualités ou mouvements, emblématiques des mutations et changements de l'univers, ainsi que leurs interactions (selon un ordre de génération-production, et un ordre de domination-destruction).

Les phénomènes naturels ne sont presque jamais le résultat d'actions mécaniques, selon des rapports de cause à effet. Il s'agit plutôt d'influx, d'écho, de résonance par influence à distance entre le monde (Ciel et Terre) et la société (Homme).
Le mot zhi signifie bon ordre naturel par opposition à luan désordre. Il veut dire aussi gouverner un pays, ou soigner une maladie. Il s'agit de fonder ses actions sur l'accord avec des cycles cosmiques, de façon à faire régner une harmonie spontanée. « Soigner selon les conceptions médicales chinoises, c'est tenir compte des carences et des excès », d'où la réputation de médecine de « prévention » pour la médecine chinoise, qui est plutôt une adaptation aux changements cycliques du monde (alternance de carences et d'excès).

### Le corps

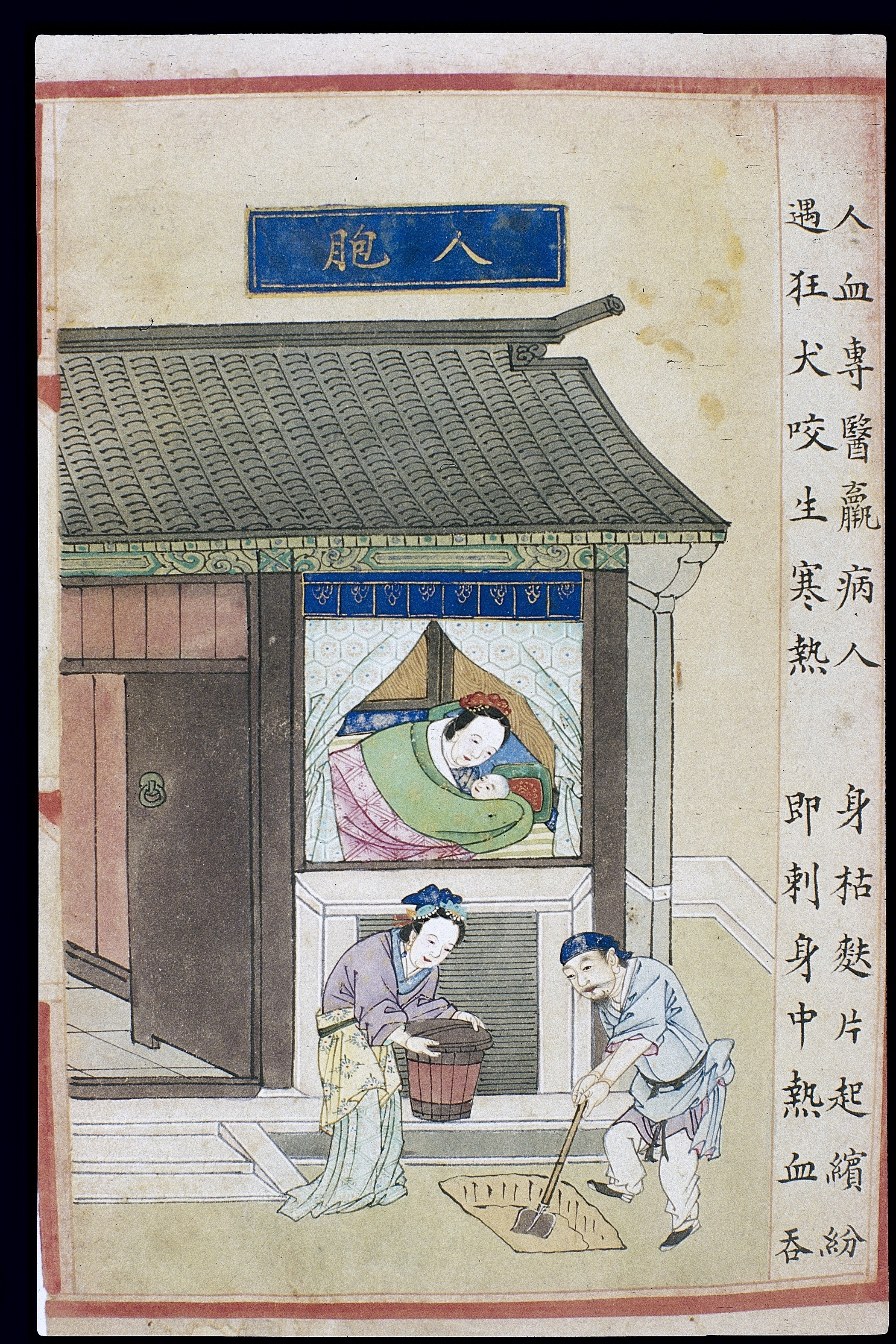
L'enterrement du placenta, une coutume répandue en Chine ancienne (Illustration polychrome d'un ouvrage médical de 1591).

Le corps s'inscrit entre le Ciel et la Terre, c'est un microcosme dans un macrocosme, relié par des correspondances emblématiques. La conformation des êtres humains reproduit l'architecture du monde, et la structure sociale doit refléter l'accord de ces deux conformations. Tous les savoirs s'emboitent par analogie, et la société, l'homme, le monde sont l'objet d'un savoir global.
Pour les Chinois, l'emboitement primordial est celui du rond et du carré. La Terre est carré et le Ciel est rond. L'homme se définit par sa droiture reposant sur la Terre (pieds carrés) et tendue vers le Ciel (tête ronde). Les hommes sont coupables ou malheureux lorsqu'ils cessent de lever la tête. L'étiquette, la tenue du corps, garantissent non seulement l'ordre social, mais aussi l'ordre moral et l'ordre cosmique.
Comme pour les autres traditions médicales savantes, ce qu'on appelle anatomie et physiologie ne sont pas des disciplines séparées (étude des structures , étude des fonctions). Elles forment un tout relié par des rapports d'analogies avec les différents éléments de l'univers, « ce qui peut nous paraître faux mais avec un attrait esthétique et éthique indiscutable ».
Les correspondances chinoises relient les vaisseaux et conduits du corps aux eaux et aux fleuves, le squelette est l'équivalent des chaines montagneuses, les quatre mers des cartographes chinois se retrouvent dans le corps, comme l'estomac (mer de l'eau), le cerveau (mer de la moelle)... Cinq organes pleins correspondent aux cinq mouvements cosmiques, et six réceptacles ou entrailles (organes creux) aux souffles cosmiques.
Les différents systèmes numériques se combinent : système binaire (Yin-Yang), à base 5 ou 6, à base 10 (2x5) ou 12 (6x2), jusqu'au système sexagésimal (base 60). Ainsi le fonctionnement du corps reflète une arithmétique, la même qui organise le mouvement du temps et le calendrier chinois.
L'homme a quatre membres comme les quatre saisons, douze grandes articulations comme les douze mois, et 360 petites comme les jours de l'année. Le cœur est en relation avec la Grande Ourse, et chacun des sept orifices du cœur correspond à une des sept étoiles de cette constellation.
Ces corrélations microcosme/macrocosme ont des équivalents en Occident médiéval (comme l'homme zodiacal). Un auteur comme René Berthelot a appelé ce mode de pensée, une « astrobiologie » qui serait apparue à la fin du néolithique en Chaldée pour rayonner vers l'orient et l'occident. D'autres ont vu dans les systèmes chinois sophistiqués, une préfiguration de la chronobiologie ou de la climatologie médicale.

#### Quelques fonctions
Un individu est constitué par un corps animé par un souffle Qi (« énergie vitale » des chinois modernes). Il existe trois types de Qi, l'énergie nourricière et profonde provenant de l'alimentation et de la respiration ; l'énergie défensive superficielle contre les agressions et variations externes ; l'énergie ancestrale provenant des parents et dont l'épuisement se manifeste par le vieillissement. Chaque organe a son propre Qi régi par un esprit particulier (âme ou esprit), qui réagissent entre eux.

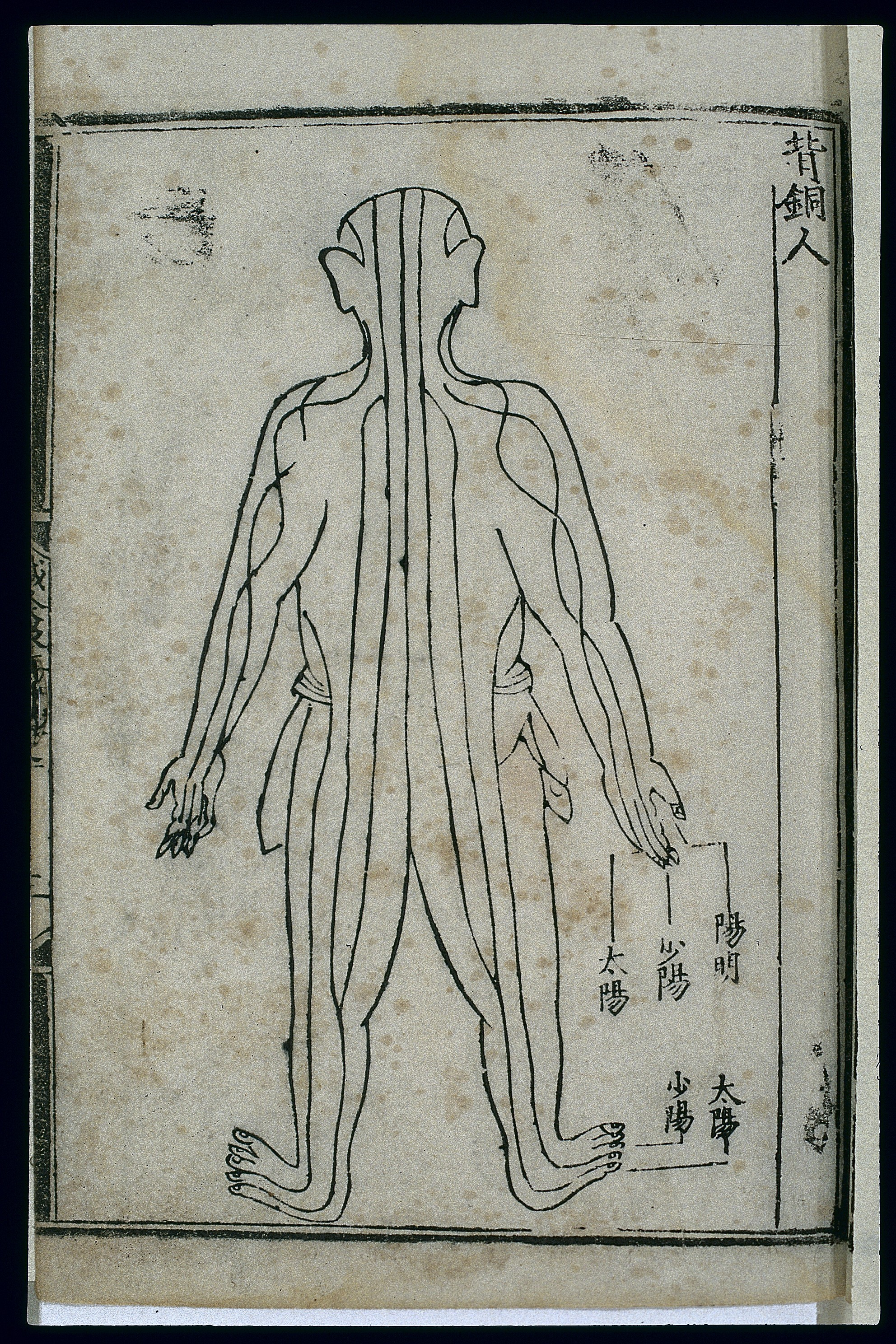
Face postérieure de « l'homme de bronze », statue figurant les méridiens d'acupuncture. Gravure d'un ouvrage publié en 1537.

L'ensemble des parties et fonctionnements du corps est relié par un système canalaire par où circulent les souffles, le sang, liquides et principes, dont la libre circulation équilibrée assure la santé. Il existe des rapports « psycho-organiques » (reliant une passion ou sentiment à un organe ou viscère en particulier) qui font penser à d'autres systèmes du même genre au cours de l'histoire occidentale.
Le système canalaire chinois, plus connu sous le terme de « théorie des méridiens », est considéré comme un système « pré-harveyen » (avant la découverte de la circulation sanguine par Harvey en 1628), ou encore comme une représentation historique de conduits du corps où il n'existe pas encore de distinction précise entre système vasculaire et système neuro-musculaire (distinction entre conduits sanguins et aériens, entre artères et veines, entre nerfs et tendons, etc.). De tels systèmes sont représentés dans l'antiquité occidentale par la médecine égyptienne, et les débuts de la médecine grecque,.
Le système chinois se distingue cependant par une idée de circulation interne sans fin de sang et de souffle dans de tels conduits. Dès le XVIIe siècle, des auteurs occidentaux comme Michal Boym (1612-1659) ont défendu l'idée que les médecins chinois connaissaient la circulation du sang, et ce jusqu'à Joseph Needham (1900-1995). 
D'autres sinologues ont admis que les chinois ont, contrairement à l'occident, développé très tôt une théorie circulatoire du sang, mais qui a peu à voir avec la réelle circulation du sang. Par exemple les calculs chinois basés sur le nombre des respirations, le nombre des révolutions sanguines, et les distances parcourues relèvent plus de la numéromancie que de mesures physiologiques. Les chinois ont interprété le corps comme un rapport d'analogie avec les phénomènes astronomiques (cycles de circulation des astres dans le ciel). Dans les textes chinois anciens on ne trouve aucune indication du rôle central du cœur dans cette circulation, notamment en tant que pompe motrice.

#### Interprétations
Les interprétations occidentales de la « physiologie chinoise » sont multiples. Un courant moderniste vise à sélectionner tous les aspects susceptibles d'être interprétés de façon conforme à la science. Selon Joseph Needham, les chinois, de façon théorique ou empirique, auraient ainsi approché des notions de système nerveux périphérique (par exemple de dermatome), de neuro-endocrinologie, de stress, de biofeedback, aussi bien que la sexologie ou la médecine environnementale, etc..
Le sinologue Manfred Porkert (de) a proposé tout un nouveau vocabulaire pour en rendre compte : les organes chinois ne sont pas des structures anatomiques mais des « orbes » et « para orbes » ou zone d'influence fonctionnelle, les conduits chinois sont des « sinartères », les points d'acupuncture sur ces conduits des « foramina »,.
D'autres sinologues, en dehors des éventuelles interprétations plus ou moins biomédicales, se placent du point de vue de l'anthropologie historique. Paul Unschuld (de) met ainsi en parallèle les théories médicales chinoises avec les bases socio-politiques et socio-économiques du premier empire chinois centralisé (dynastie Han). Par exemple les idées de flux de circulation, de régulation de plein et de vide, de prévention, etc. seraient des métaphores sociales. Le corps fonctionne comme l'État lui-même, basé sur la circulation des marchandises (routes et canaux), la maîtrise de l'eau (hydraulique et irrigation), la gestion des dépôts et greniers de céréales, la distribution et les ordres à distance par les palais, etc..

### La maladie
Les conceptions de la maladie en Chine ancienne se constituent en accumulation successive, la pensée chinoise ne procédant pas par exclusion de principe, mais par pluralisme (opportunité convenable). La maladie peut être comprise comme une pathologie du Qi, ou circulation du souffle, mal réparti, en état de plénitude ou de vide, d'obstruction, de stagnation ou de reflux... ou comme un déséquilibre Yin-Yang, une dysharmonie des cinq mouvements. 
Ces déséquilibres proviennent d'influences externes ou Qi climatiques (vent, froid et chaud, humidité et sècheresse, grande chaleur...) et de facteurs internes, sentiments ou émotions (joie et chagrin, peur et colère, désir et haine...).
La maladie peut être déséquilibre ou dysharmonie, comme liée à la présence d'un corps étranger ou d'un animalcule parasitaire, ou comme conséquence d'une mauvaise alimentation.

#### Diagnostic
L'examen clinique se base sur la vision, l'écoute, l'interrogatoire et la palpation. Le médecin chinois ne recherche pas tant des signes de lésion, que des symptômes spontanés de changement. Il observe le teint, l'esprit et la respiration du malade, puis il examine le visage et les orifices du corps, notamment l'œil et la langue.

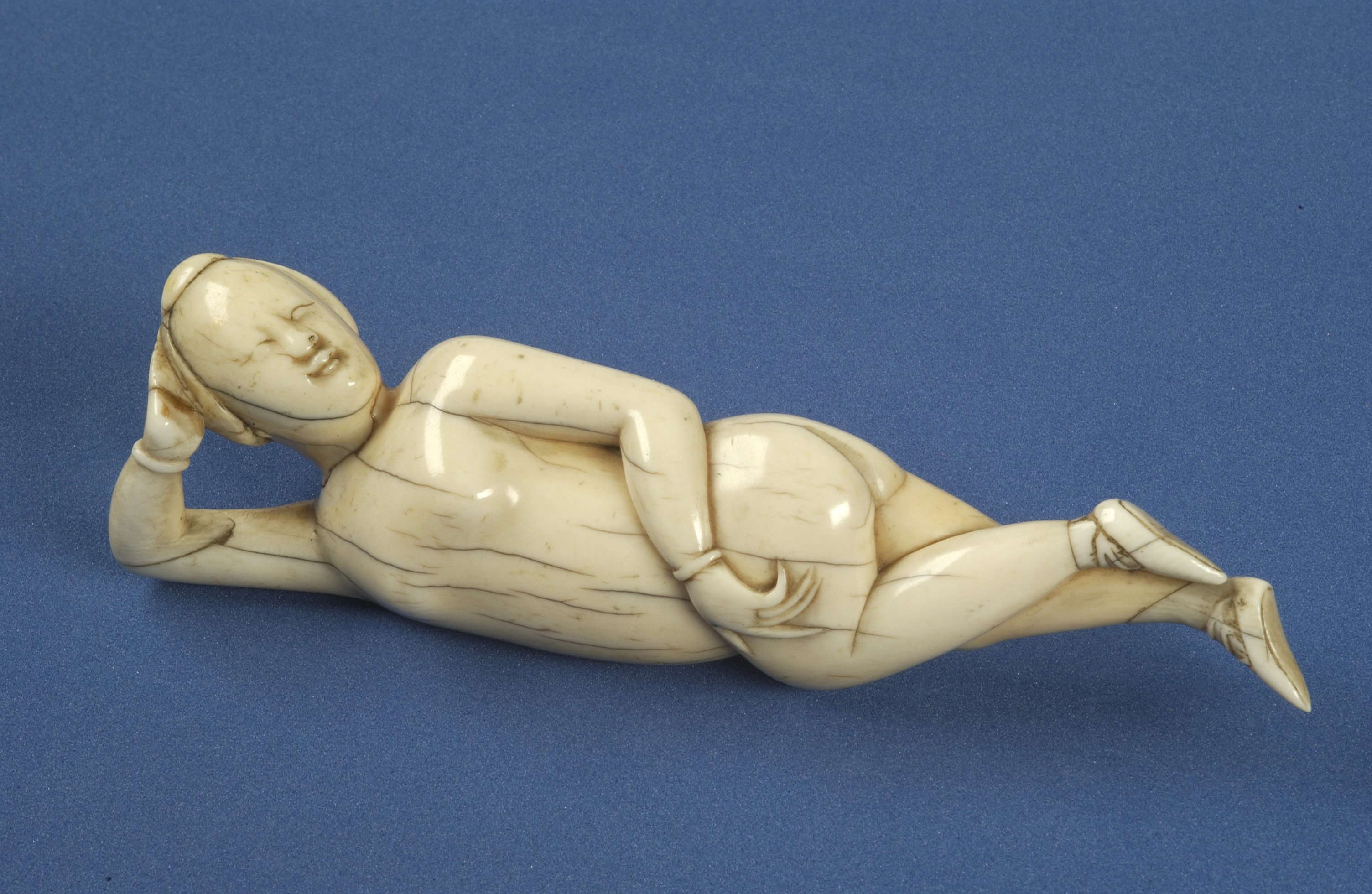
Poupée médicale chinoise en ivoire, permettant à la patiente d'indiquer au médecin les endroits de sa plainte.

L'écoute se fait à distance (ce n'est pas une auscultation), il s'agit de noter la toux, les pleurs, le rire, les gémissements, l'ensemble des bruits spontanés provenant du malade. Le médecin utilise aussi son olfaction pour déceler les différentes odeurs.
L'interrogatoire précise et complète ce premier examen externe immédiat.
Le médecin approche l'intérieur du corps par la palpation de l'abdomen. Il s'agit toujours d'un examen passif (recueil de données spontanées) et non pas de recherche active de réactions provoquées. La médecine japonaise a développé plus particulièrement cette approche.
La palpation se fait aussi selon les trajets des méridiens et points d'acupuncture. La grande originalité est la palpation des différents pouls, où les chinois distinguent par exemple 12 à 14 pouls au niveau des poignets, pouvant avoir plus de 24 qualités différentes,.
Par rapport à l'occident, la médecine chinoise s'est intéressée très tôt à l'enfant. L'examen se réduit alors à l'inspection générale, l'examen de la paume de la main, des doigts et du front. Chez la femme, l'éthique confucéenne interdit toute inspection visuelle par un homme. En Chine classique, l'examen féminin se fait par l'intermédiaire d'une poupée médicale.

#### Pronostic et nosologie
Le pronostic et la classification des symptômes (nosologie) sont dits pa-kang. À partir du recueil des symptômes, les aspects pathologiques peuvent se définir et se synthétiser en huit rubriques constitués de quatre couples de contraires : le yin/yang, le dessus/dedans, chaud/froid, et le vide/plein.

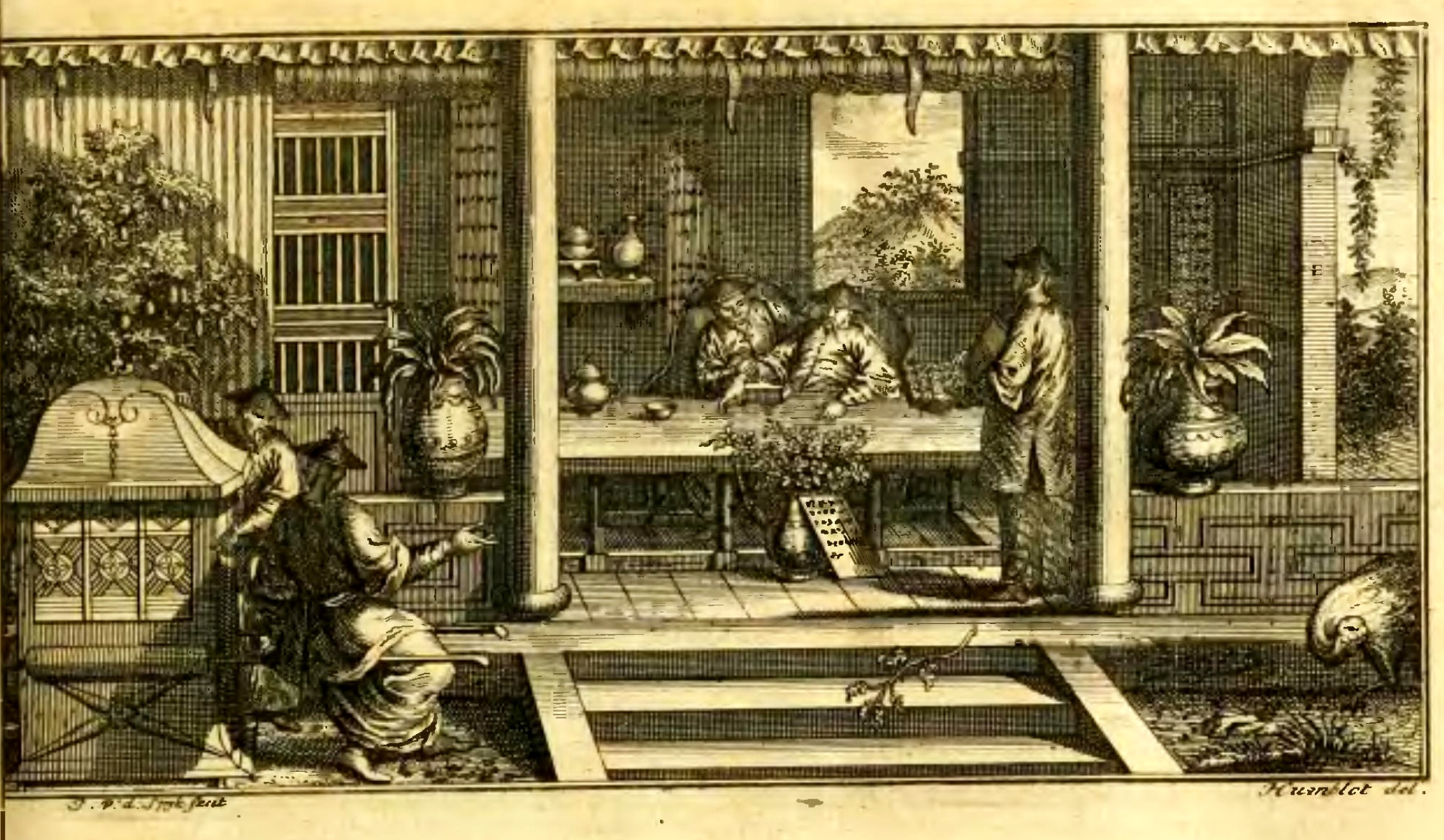
Visite médicale auprès d'un mandarin. Le médecin est arrivé en chaise à porteurs, au premier plan à gauche. Illustration de Description de la Chine (1736) par Jean-Baptiste Du Halde.

Ce sont autant de «syndromes» qui se caractérisent aussi par leur gravité, leur localisation, et leur aptitude à réagir (témoignage de capacités de défense). Dans sa démarche de diagnostic/pronostic, la médecine chinoise utilise la métaphore de l'arbre/maladie : les symptômes les plus apparents ne sont que des branches, sous lesquelles on doit apercevoir le tronc, lequel se continue par des racines.
Le médecin peut alors poser les huit indications ou moyens thérapeutiques : la sudation, l'expectoration, l'évacuation, le réchauffement, la dispersion, la tonification, la dissolution et l'harmonisation. 
Le savoir médical s'emboîte ainsi dans les savoirs de la cuisine et du jardinage. Il n'existe pas comme en Occident médiéval, d'opposition ou de distinction entre le logos pur savoir de la médecine/philosophie, et la techné médecine empirique/cuisine/jardinage. 
Tout se place sur un même plan, dans une même étiquette ou code convenable. La Chine ancienne ne pense pas le monde en termes de nécessité ou de liberté, « le monde n'est qu'un système de comportements » ou encore « Les hommes n'ont besoin que de modèles et les choses sont comme eux ». Par exemple, le meilleur ministre est celui qui connait la cuisine pour mieux servir son prince (faire la politique qui convient, le meilleur prince étant lui-même jardinier et médecin de son pays).

## Les éléments de la médecine chinoise

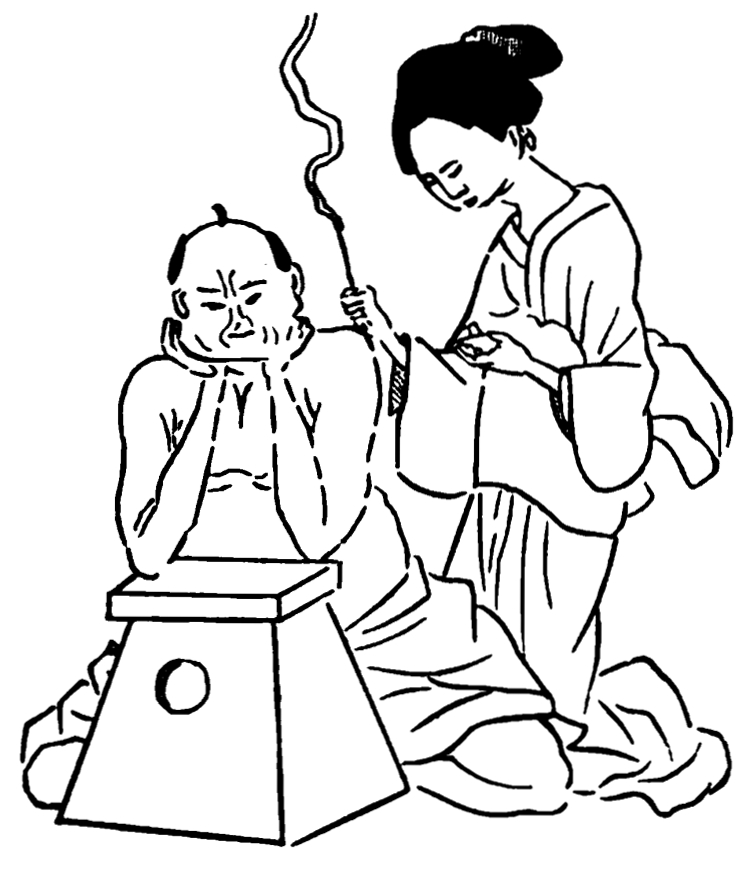
Moxibustion.

La médecine chinoise s'appuie en pratique sur des éléments thérapeutiques primordiaux : 
- la pharmacopée chinoise comprenant la phytothérapie (plantes), les minéraux les substances animales voire humaines (ex. : le placenta). Le premier ouvrage de matière médicale est le Shennong bencao jing, le Classique de la matière médicale de Shennong, datant des alentours du début de notre ère. La phytothérapie chinoise contient des milliers de plantes, décoctions, poudres etc. Elles ont une action importante dans la médecine chinoise. Enfin, la pharmacopée rejoint souvent la cuisine chinoise avec l'usage des saveurs.
- L'acupuncture et la moxibustion (combustion d'une herbe aidant à faire circuler l'énergie vitale, le qi).
- La diététique.
- Le massage traditionnel chinois, An Mo / Tui Na.
- Le qi gong, ou Gymnastique chinoise, qui permet par une pratique régulière, d'équilibrer le qi, donc de prévenir les maladies. Accompagnée des autres éléments thérapeutiques, elle aide au soin du malade.
- La gestion des émotions

## Rapports et influences
La médecine chinoise a été influencée par d'autres traditions médicales (Inde, plus tard Europe). Elle s'est étendue à l'Asie centrale et du sud-est, au Japon et en Corée. Elle a été en rapport avec le monde musulman (route de la soie) et par là, à l'Europe (plantes médicinales, alchimie, étude des pouls...).
Au XVIIIe siècle, Jean Astruc s'intéresse à la médecine chinoise dans son approche des maladies vénériennes ; au début du XIXe siècle, Louis Berlioz est l'un des premiers à s'intéresser à l'acupuncture.

## La médecine chinoise traditionnelle aujourd'hui
Les apports de la médecine européenne en Chine ont permis au XXe siècle une diminution spectaculaire de la morbidité et de la mortalité, amorçant l'explosion démographique de l'ère communiste. Le développement de la méthode scientifique a favorisé l'essor d'une nouvelle médecine en Chine, fondée sur l'étude clinique et joignant des techniques traditionnelles à l'efficacité (ou en tout cas l'innocuité) plus robuste, et une approche médicale plus élaborée. 
Le maoïsme a eu une relation ambivalente à la médecine traditionnelle : dans un premier temps, le pouvoir a cherché à évacuer les vieilles traditions médicales inefficaces et nimbées de croyances religieuses pour les remplacer massivement par la médecine moderne, avec des effets notables sur la morbidité. Mais dans un second temps, la pénurie de médecins, le coût plus important de la médecine moderne et surtout un sentiment nationaliste ont incité Mao à instrumentaliser la médecine traditionnelle (et notamment l'acupuncture) pour en faire des vitrines de la culture chinoise dans le monde. Ainsi, en juillet 1971 il invite une importante délégation de médecins américains et surtout de journalistes du New York Times à assister à une miraculeuse opération à cœur ouvert sans autre anesthésie que de l'acupuncture - opération en fait complètement truquée, et mise en scène par le Parti, mais qui eut pour effet de populariser l'acupuncture outre-Pacifique et d'éveiller un intérêt américain pour la médecine chinoise jamais démenti. 
La médecine traditionnelle chinoise est ainsi devenue une sorte de marque, présente dans des centaines de pays et toujours soigneusement contrôlée par le pouvoir chinois, qui en fait l'un des emblèmes de son soft power. Cette démarche a atteint son but avec la reconnaissance en 2017 de la « médecine traditionnelle chinoise » par l'Assemblée mondiale de la santé dans son International Statistical Classification of Diseases and Related Health Problems (ICD), sous l'impulsion de  Margaret Chan, directrice de l'AMS de 2006 à 2017 et personnellement très proche du pouvoir chinois. Cette reconnaissance s'est faite sur la base d'une recension de la médecine traditionnelle effectuée par Choi Seung-hoon, et commanditée par le gouvernement. 
Cette reconnaissance a permis la prolifération d'hôpitaux, de thérapeutes agréés et de pharmacies dans de nombreux pays du monde, en Asie mais aussi sur tous les autres continents (on compte des hôpitaux à Barcelone, Budapest, Dubai...) : la médecine chinoise traditionnelle représente ainsi en 2018 un marché global de plus de 50 milliards de dollars, essentiellement contrôlé par le gouvernement chinois. Cela concerne notamment la pharmacopée, mais aussi de plus en plus le tourisme de la santé, puisque de nombreux diplômes en MTC nécessitent d'effectuer des stages plus ou moins longs et coûteux en Chine continentale ; de même certains soins ne peuvent être effectués qu'en des lieux bien précis, presque toujours en Chine. 
Cependant, la plupart des pharmacies chinoises continuent de vendre des remèdes à base de plantes ou d'animaux à l'inefficacité démontrée (les plus dramatiquement célèbres étant ceux à base de corne de rhinocéros), ainsi que des préparations clairement nocives (par exemple celles à base d'aristoloche) : le gouvernement chinois reconnaît lui-même plus de 230 000 cas d'effets secondaires néfastes chaque année.
Des milliers d'études scientifiques ont été menées pour évaluer l'efficacité de la médecine traditionnelle chinoise, et ont massivement débouché sur le constat d'une totale inefficacité, à l'exception de quelques remèdes à base de plantes, désormais intégrés dans la médecine moderne, comme l'artémisinine, excellent anti-malarique dont la mise en évidence a valu à Tu Youyou un prix Nobel de médecine en 2015. Ainsi, de nombreux médecins de par le monde s'inquiètent de l'essor de la médecine traditionnelle chinoise et de ses prétentions à compléter voire remplacer la médecine scientifique, ainsi que du support bien peu justifié que lui apporte l'Assemblée mondiale de la santé,. 
De nombreuses recettes de médecine chinoise préconisent l'utilisation de substances tirées d'animaux en voie de disparition (éléphant, pangolin, rhinocéros, tigre, gorille...) : ces pratiques paramédicales asiatiques font ainsi partie des principales menaces pesant sur les espèces en danger, et représentent l'un des principaux débouchés du braconnage et du trafic d'espèces protégées dans le monde. Par ailleurs, d'autres animaux comme les ânes africains sont massacrés par millions et font l'objet d'un trafic préoccupant pour satisfaire la demande de certains produits (comme la gélatine de peau d'âne). 
Enfin, la « médecine chinoise traditionnelle » n'a pas de définition claire, et une grande partie des potions qui sont aujourd'hui vendues sous cette étiquette n'ont absolument rien de traditionnel, notamment quand elles sont faites à partir d'animaux qui n'existent même pas en Chine. Ainsi, les raies Manta sont férocement braconnées pour alimenter ce marché, mais l'idée que les branchies de raies manta auraient un effet détoxifiant est une invention récente de commerciaux chinois, qui n'a rien de médical (il n'existe aucune propriété médicinale de ces organes) ni de « traditionnel ».

## La médecine chinoise en Occident

### L'acupuncture en Occident

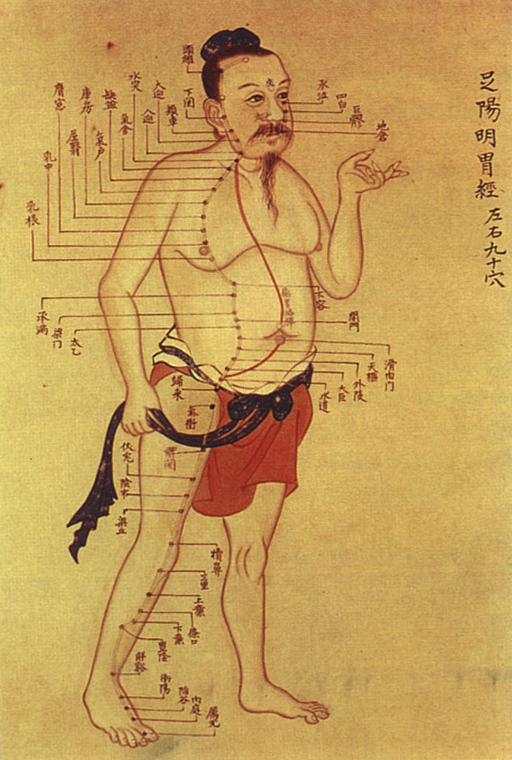
Carte des points d'acupuncture.

Les premiers contacts de l'Occident avec la médecine chinoise traditionnelle et, plus particulièrement, l'acupuncture, remontent au XVIe siècle lorsque les Jésuites furent admis à la cour impériale (voir les Lettres édifiantes et curieuses). Une première vague d'orientalisme nait alors chez les intellectuels européens, qui sera suivie par une seconde vague de contacts lors de l'expansion coloniale du XIXe siècle. On voit alors apparaître les premiers intellectuels occidentaux véritablement versés dans la compréhension de la culture chinoise, par exemple à travers les classiques taoïstes (voir les travaux de Richard Wilhelm sur le Yi Jing) ou encore l'acupuncture (voir les travaux de George Soulié de Morant). C'est cependant véritablement à partir de la seconde moitié du XXe siècle que l'acupuncture, en tant que pratique médicale, se répand en Occident — tout comme la pratique du tai chi —, à la faveur d'une contre-culture émergente qui cherche des voies alternatives à son héritage judéo-chrétien.
L'acupuncture est aujourd'hui reconnue comme pratique thérapeutique efficace pour plusieurs conditions (notamment chroniques) par l'Organisation mondiale de la santé, une reconnaissance largement mise en doute par l'Association Française pour l'Information Scientifique qui souligne le potentiel biais des études de l'OMS (elles n'ont notamment pas été réalisées en double aveugle).
La communauté scientifique s'est penchée sur ces méthodes. Plusieurs pays de l'Union Européenne et d'Amérique du Nord ont donné une place dans leur système de soin à l'acupuncture, comme le Canada, le Royaume-Uni, ou l'Allemagne au travers des Heilpraktiker qui sont pris en charge par le système de santé. En France, le conseil de l'ordre des médecins reconnait la pratique par les médecins titulaires ayant suivi une spécialisation de quelques années, mais est hostile à la pratique par des personnes issues de formations non reconnues comme médicales en France.
La notion de qi (énergie) et de méridiens est totalement étrangère à la médecine occidentale. L'acupuncture est toutefois parfois utilisée en complément d'un accompagnement médicalisé pour lutter contre certains problèmes liés aux stress, à la douleur. Elle est le plus souvent proposé en complément aux patients en traitement antalgique. 
Certains hôpitaux français ont un service d'acupuncture, comme à Paris l'Hôtel-Dieu, Tenon, ou Saint-Jacques , notamment.

### Autres thérapies attribuées à la médecine chinoise
L'attribution d'une doctrine à la Chine ou plus vaguement à l'« Orient » (sous des appellations telles que « médecine orientale ») est devenue relativement fréquente en Occident pour justifier toutes sortes de thérapies parallèles. Ce recours à une indication géographique extrêmement vague est fort pratique en tant qu'il empêche toute vérification de la part d'un interlocuteur occidental, et permet de justifier toutes sortes de déclarations. Les traditions médicales des pays asiatiques sont cependant extrêmement différentes les unes des autres (y compris au sein d'un même pays, en particulier la Chine mais aussi l'Inde), et ont connu de nombreuses évolutions pendant leur histoire : l'essentialisation (c'est-à-dire la simplification fallacieuse et fixiste) de pratiques dites « orientales » procède donc toujours d'une tentative de tromperie. 
L'expression « médecine traditionnelle chinoise » (ou parfois tibétaine) est donc souvent employée abusivement en Occident pour vendre toutes sortes de produits de soins, qui n'ont bien souvent aucun rapport avec la pharmacopée chinoise, ou en sont des éléments isolés de manière arbitraire pour des raisons commerciales. Par ailleurs, l'argument d'une médecine chinoise figée dans l'Histoire et qui procèderait d'une philosophie radicalement différente de la médecine scientifique ne résiste pas à l'examen rigoureux de l'histoire de cette discipline, les médecins chinois ayant développé des méthodes scientifiques rationnelles dès l'antiquité, puis rapidement des relations étroites avec les traditions médicales des autres continents (dont l'Europe), et ayant ensuite participé en retour d'une manière significative à l'émergence de la médecine scientifique moderne. 
En conséquence, les produits vendus en Europe sous couvert de médecine chinoise sont souvent plus issus de superstitions populaires (ou de l'imagination de charlatans occidentaux) que le fruit de la vraie tradition médicale chinoise, et ont au mieux des effets inexistants, au pire des effets aléatoires (enquel cas cela tombe sous le coup de la loi pour exercice illégal de la pharmacie), et sont parfois même clairement dangereux, des patients trouvant encore régulièrement la mort en consommant des remèdes à base de plantes toxiques. Le manque de connaissance de la pharmacopée chinoise peut aussi être à l'origine de graves erreurs.  Ainsi, dans les années 1990, un remède à base de plantes contenant de l'aristoloche à la suite d'une erreur de traduction, et censé faire maigrir, a causé en Belgique et dans d'autres pays occidentaux la mort de plusieurs douzaines de femmes (par intoxication rénale ou cancer de la vessie), obligeant des dizaines d'autres à survivre grâce à une dialyse,. Face à l'effet de mode croissant de la médecine chinoise dans d'autres pays, un éditorial de la célèbre revue scientifique Nature a enjoint à la Chine en 2017 de mener des recherches cliniques plus poussées sur les traitements populaires, et de lutter contre les trop nombreux poisons présentés comme des médicaments.

#### En français
- Pierre Huard et Ming Wong, La médecine chinoise à travers les siècles, Dacosta, 1959.
- Ming Wong, La médecine chinoise antique, Albin Michel / Laffont / Tchou, 1977dans Histoire de la Médecine..., tome I, J. Poulet et J.C. Sournia (dir).
- Pierre Huard, Jean Bossy et Guy Mazars, Les médecines de l'Asie, Seuil, 1978 (ISBN 2-02-005014-5).
- Dominique Hoizey, Histoire de la médecine chinoise, Payot, coll. « Médecine et société », 1988 (ISBN 2-228-88090-6).
- Anne Cheng, Histoire de la pensée chinoise, Seuil, 1997 (ISBN 2-02-012559-5).
- Ottino, Dictionnaire de médecine chinoise, Larousse, 2001.

#### En anglais
- (en) Charles Leslie (dir.), Asian Medical Systems : A Comparative Study, University of California Press, 1977 (ISBN 0-520-03511-9).
- (en) Paul U. Unschuld, Medical Ethics in Imperial China, A Study in Historical Anthropology, University of California Press, 1979 (ISBN 0-520-03543-7).

- (en) Joseph Needham, History of Scientific Thought, Cambridge University Press, 1980 (ISBN 0-521-05800-7)volume 2 de Science and Civilisation in China.

- (en) Lu Gwei-Djen et Joseph Needham, Celestial lancets, a history and rationale of acupuncture and moxa, Cambridge University Press, 1980 (ISBN 0-521-21513-7).

- (en) Bensky, O'Connor, Acupuncture, a comprehensive text, Eastland Press 1984.
- (en) Paul U. Unschuld, Medecine in China, A History of Ideas, University of California Press, 1985 (ISBN 0-520-05023-1).
- (en) Paul U. Unschuld, Medicine in China, A History of Pharmaceutics, University of California Press, 1986 (ISBN 0-520-05025-8).
- (en) Maciocia, Foundations of chinese medicine 2nd edition, Churchill Livingstone 2005.